# Chciwość (obraz Albrechta Dürera)

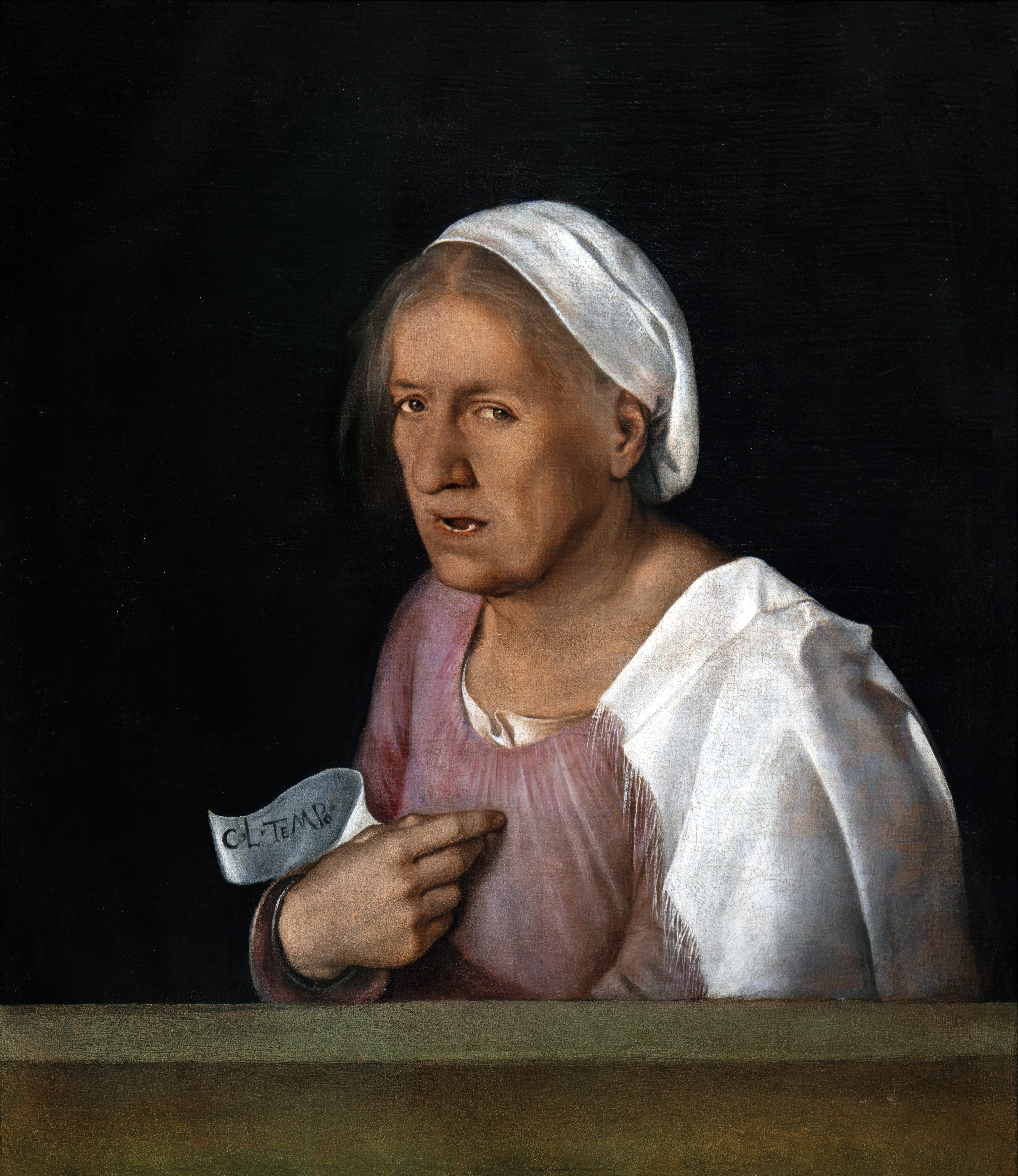
Giorgione Portret starej kobiety (Col tempo), 1500-1510

Chciwość (Stara kobieta z workiem pieniędzy) (niem. Allegorie des Geizes) – obraz olejny Albrechta Dürera, namalowany w 1507 roku.

## Opis obrazu
Dzieło przedstawia w groteskowy i karykaturalny sposób kobietę z odsłoniętą prawą piersią, trzymającą wór złotych monet. Ciało ma osłonięte do połowy karmazynowym płaszczem. Jej skóra jest pomarszczona i zwisająca. Ma długie proste blond włosy, przeszklone oczy, długi nos, wyraziste kości policzkowe. Słaby ironiczny uśmiech ukazuje tylko dwa przednie zęby. Odkryte prawe ramię jest muskularne i nieproporcjonalne w stosunku do reszty ciała. Z pod pachy widać wystające kępki włosów. Jasne włosy i regularne rysy twarzy zdradzają jej dawną urodę.

## Interpretacja
Obraz został namalowany na odwrocie innego dzieła Dürera Portret młodego mężczyzny. Obraz jest alegorią ulotności życia i jego bezwartościowości wobec przemijania czasu. Tak jak dzieło Melancholia I  należy do grupy dzieł związanych z motywem vanitas. Przez wielu historyków sztuki obraz porównywany jest do dzieła Giorgione Stara kobieta. Według historyka sztuki T. Sturge’a Moore’a Dürer prawdopodobnie chciał udowodnić, że potrafi malować tak jak Giorgione. Według innych historyków, płótno jest satyrą na tych, którzy nie zapłacili artyście za wcześniejsze prace, tyle pieniędzy ile było ustalone.
Chciwość często uznawana jest za pracę niedokończoną lub za szkic.